# 結合定数 (物理学)
物理学において、結合定数（けつごうていすう、英: coupling constant）とは、力学系における相互作用の相対的な大きさを表す物理量である。力学系を記述する作用汎関数、あるいはラグランジュ関数やハミルトン関数は、運動項と相互作用項の和の形で表すことができる。このとき、結合定数は相互作用項における比例係数として現れる。

## 概要
例えば、一端が壁に固定されたフックの法則に従うバネ係数 k のバネに接続された物体の例を挙げれば、ラグランジュ関数は
{\displaystyle {\mathcal {L}}(t)=K(t)-U(t)={\frac {m}{2}}{\dot {X}}^{2}-{\frac {k}{2}}X^{2}}
である。バネ係数 k が相互作用項における比例係数であり、これがこの力学系における結合定数である。バネ係数は物体の壁との結びつき（相互作用）の強さを表す量である。バネ係数がゼロの極限では、物体は壁とのつながりが切れて、自由な運動を行う。一方、バネ係数が無限大の極限では、物体は壁と完全に固定され、動くことができない。
例えば、電磁相互作用の結合定数として有名な微細構造定数は
{\displaystyle \alpha ={\frac {e^{2}}{4\pi \varepsilon _{0}\hbar c}}=7.297\,352\,5664(17)\times 10^{-3}={\frac {1}{137.035\,999\,139(31)}}}
という無次元量の値をとる。ここで、e は電気素量、ε0 は真空の誘電率、ħ はディラック定数、c は光速である。
一方、弱い相互作用に関係する結合定数として有名なフェルミ結合定数は
{\displaystyle {\frac {G_{\text{F}}}{(\hbar c)^{3}}}={\frac {\sqrt {2}}{8}}{\frac {g^{2}}{m_{\text{W}}^{2}}}=1.166\ 378\ 7(6)\times 10^{-5}\ {\mbox{GeV}}^{-2}}
と表され、その次元は [eV]−2 である。ここで、g は弱い相互作用のゲージ結合定数、mW はWボソンの質量である。
狭義に、基本相互作用の結合定数という場合、自然単位系を採用し、ゲージ結合定数を g として
{\displaystyle \alpha \equiv {\frac {g^{2}}{4\pi }}}
と定義される無次元量を指す。
また、結合定数は基本相互作用に限らず、湯川相互作用のようなラグランジアン密度の中の相互作用項の強さを表す係数としても現れる。

## ゲージ結合定数
非可換ゲージ理論において、ゲージ結合定数はゲージ場の強さを決定するパラメータとしてラグランジアン密度の中に現れる。例えば、ヤン＝ミルズ項（ゲージ場の運動項＋ゲージ場の自己相互作用項）は以下のように表記される。
{\displaystyle {\mathcal {L}}_{YM}=-{\frac {1}{4}}F_{\mu \nu }^{a}(F^{\mu \nu })^{a}=-{\frac {1}{4}}\operatorname {Tr} (F_{\mu \nu }F^{\mu \nu })}
ここで、Fμν はゲージ場テンソルであり、対応するゲージ場を Aμ、群の構造定数を fabc とすると
{\displaystyle F_{\mu \nu }^{a}=\partial _{\mu }A_{\nu }^{a}-\partial _{\nu }A_{\mu }^{a}+gf^{abc}A_{\mu }^{b}A_{\nu }^{c}}
と定義される。ここに現れた定数 g が理論のゲージ結合定数である。他にも、g は共変微分の中に現れ、
{\displaystyle D_{\mu }=\partial _{\mu }-igA_{\mu }^{a}T^{a}}
結果としてゲージ場と他の場との相互作用項の強さを表す。

## 弱結合と強結合
無次元量の結合定数 g を持つ場の量子論において、結合定数が1と比べて十分小さい (g ≪ 1) オーダーであるとき、その理論における結合を弱結合と呼ぶ。この場合、理論は結合定数 g の級数展開による摂動論によって記述される。
一方、結合定数が1と同等かそれ以上のオーダーであるとき、その理論における結合を強結合と呼ぶ。例えば、量子色力学において、高エネルギー領域における漸近的自由性が弱結合であり、低エネルギー領域におけるクォークの閉じ込めが強結合である。

## 有効結合定数

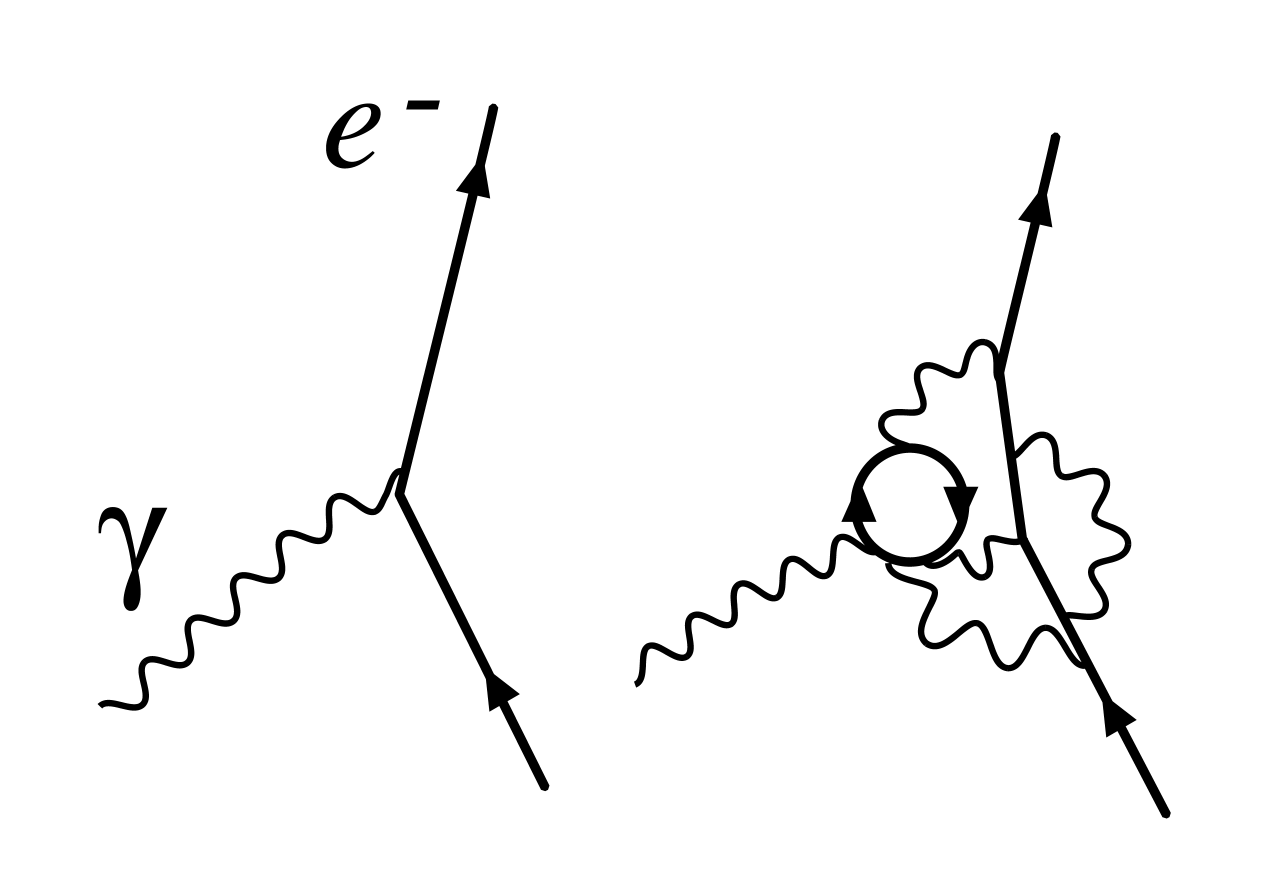
量子電磁力学における繰り込み。左図は裸の状態、実際には右図のような多くの真空偏極が含まれている。

場の量子論において、短い時間に生成消滅する仮想粒子は可能な限りあらゆる相互作用を引き起こす。これは、不確定性原理
{\displaystyle \Delta E\Delta t\geq \hbar }
によって、短い時間間隔 Δt においては、ΔE 程度のエネルギー保存則の破れが許されるためである。このような量子効果によって計算中に無限大が現れ、それと相殺するように質量や電荷といった複数のパラメータを再定義して無限大を取り除く操作が繰り込みである。繰り込みによって結合定数が繰り込まれるとき、ラグランジアン密度の中に含まれる繰り込まれる前の元々の結合定数を裸の結合定数（英: bare coupling constant）と呼ぶ。
繰り込まれた結合定数は、繰り込み点やカットオフのような任意のエネルギースケールによって変動する。このことから、相互作用の起こるエネルギー領域（粒子の運動量など）が変化すると、それに伴い結合定数が変化する。このようなエネルギースケールに依存して変化する結合定数を有効結合定数（英: effective coupling constant）、あるいは走る結合定数（英: running coupling constant）と呼ぶ。これらの理論は繰り込み群によって記述される。

## ベータ関数
場の量子論において、エネルギースケールの変化に伴い結合定数の値が変化するとき、ベータ関数が以下のように定義される。
{\displaystyle \beta (g)=\mu \,{\frac {\partial g}{\partial \mu }}={\frac {\partial g}{\partial \ln \mu }}}
ここで、μ はエネルギースケール、g は結合定数である。
ベータ関数が0であるとき、その理論はスケール不変となる。しかし、ある古典場の理論がスケール不変であるとしても、それに対応する場の量子論の結合定数が変動することがある。この場合、0でないベータ関数は、古典的なスケール不変性が共形異常であることを意味している。

## QEDとランダウ・ポール
ベータ関数が正の値をとるとき、エネルギースケールの増加に伴い結合定数は増加する。この例は量子電磁力学 (QED) において現れ、QEDのベータ関数が常に正であることは摂動論によって示される。特に、低エネルギースケール（遠距離領域）において、微細構造定数は α ≈ 1/137 となる一方で、およそ 90 GeV の質量スケールを持つZボソンでは α ≈ 1/127 となる。
一方、高エネルギースケール（近距離領域）においては、エネルギースケールが大きくなるにつれて結合が強くなる。実際、ある有限のエネルギーにおいてQEDの結合定数は無限大となる。この現象は、レフ・ランダウによって初めて指摘されランダウ・ポールと呼ばれている。しかし、高エネルギースケールにおいて摂動論によるベータ関数が正しい結果を与えることは期待できず、ランダウ・ポールは摂動論が適用できない領域で摂動論を適用した為に生じた人為的な結果であると考えられている。高エネルギースケールにおける結合定数の正しい振る舞いは摂動論で解析できず、非摂動的な方法が必要となる。

## QCDと漸近的自由性
非可換ゲージ理論においてはベータ関数が負の値をとる場合がある。一例として、量子色力学 (QCD) のベータ関数は特定の条件を満たしている限り常に負の値をとり、このときエネルギースケールの増加に伴い結合定数は減少する。
高エネルギースケール（近距離領域）において、QCDの結合定数は対数関数的に減少する。この弱結合領域の現象は漸近的自由性として知られており、高エネルギースケールにおける結合定数は摂動的な近似により以下のように表される。理論のエネルギースケールを Q とすると
{\displaystyle \alpha _{s}(Q^{2})\equiv {\frac {g_{s}^{2}(Q^{2})}{4\pi }}\approx {\frac {1}{\beta _{0}\ln(Q^{2}/\Lambda ^{2})}}}
ただし、
{\displaystyle \beta _{0}={\frac {33-2n_{f}}{6\pi }}}
であり、nf はクォークのフレーバー数、Λ はQCDスケールである。
一方、エネルギースケールの減少に伴い結合定数は増加する。これは、低エネルギースケール（遠距離領域）においてQCDの結合が強くなることを意味しており、クォークの閉じ込めを示唆する証拠にはなっているが、この領域での結合定数の振る舞いは摂動論によって解析できず、非摂動的な方法が必要となる。

### QCDスケール
強い相互作用の結合定数のエネルギースケール依存性の考察から、QCDはエネルギースケール Q をある値 Λ まで下げる (Q → Λ) ことで、結合定数が無限大に発散する (αs → ∞) 理論であることが分かる。このときのエネルギースケール Λ はQCDスケールと呼ばれ、QCDに摂動論が適用できるのは、エネルギースケールがQCDスケールより十分大きい領域 (Q ≫ Λ) である。この値は理論によって決定されず、実験的に得られた結合定数などから算出される。強い相互作用の結合定数 αs とそれに対応するQCDスケール Λ は2009年時点で、以下の数値をとることが知られている。
{\displaystyle \alpha _{s}=0.1184\pm 0.0007}
{\displaystyle \Lambda _{QCD}=213\pm 9\ {\mbox{MeV}}}

## 統一場理論
相互作用が起こるときのエネルギースケールが大きくなると、それに伴い、強い相互作用は段々と弱くなり、一方で電磁相互作用は段々と強くなっていく。この事実から予想されるように、各々の相互作用の結合定数は現在観測されうる限りの低エネルギー領域では異なるが、高エネルギー領域におけるある一点で同一の値になると期待されている。このときのエネルギースケールは1016 GeVと言われている。このように重力相互作用を除く3つの相互作用を全て統一しようする試みが、大統一理論である。

## 弦理論における結合定数
弦理論や超弦理論における結合定数は、場の量子論におけるそれとは全く性質が異なる。各々の摂動論的な弦理論の記述は弦の結合定数に依存する。しかし、弦理論の場合は、結合定数は予め決定されている定数ではなく、時空の位置に依存する力学的なスカラー場（ディラトン場）によって決定される。